# 広島マツダ
株式会社広島マツダ（ひろしまマツダ）は、広島県を営業エリアとするマツダのカーディーラー。ヒロマツホールディングス株式会社が経営する。

## 概要
地場独立資本のディーラーであり、マツダ創業家である松田家が経営を行っている。同族オーナーの企業ではあるが、グループ会社の社長に松田家関係者以外の、プロパー社員・転職組・M&A前の経営者を任命している。近年は、海外進出と異業種参入を同時に進めている。かつてフォードやボルボ、ロータスの販売店も手掛けていた。人材派遣業やおりづるタワーの運営も営んでいる。
ちなみに、同じ広島県のディーラーである「マツダオート広島」（現：アンフィニ広島）はマツダが出資していたが2004年にマツダが保有株を松田家などに売却し独立資本経営となった。現在、マツダの地元の広島県にはメーカー資本のディーラーが存在しないことになる。

## 沿革
- 1933年1月 - 広島市猿楽町（現・中区大手町一丁目）にて東洋工業の3輪トラック販売を行う松田宗弥の個人事業として創業。宗弥は東洋工業創業者である松田重次郎の次男、つまり松田恒次の弟にあたる。[3]
- 1941年5月 - 「マツダモータース株式会社」として正式に法人化
- 1945年8月 - 広島市への原子爆弾投下により被爆。当時建物疎開により社屋は本川橋西詰に移転しており全壊、松田宗弥社長や従業員が全員被爆死した[3]。
- 1946年1月 - 2代目社長として松田教治が就任
- 1956年5月
  - 3代目社長として松田耕平が就任
  - 社名を「株式会社広島マツダ」に変更
- 1962年5月 - 4代目社長として松田欣也（創業者宗弥の息子）が就任[3]。
- 1982年7月 - マツダオート広島との共同出資で「株式会社オートラマ広島」を設立。フォード車の販売を始める。
- 1988年 - グループ内の不動産管理会社「東尾道商業開発株式会社」を設立。
- 1994年9月 - オートラマ広島の社名を「株式会社フォード広島」に変更する。
- 2002年
  - 4月 - ボルボ・カーズのディーラー権を取得。出汐に「ボルボ・カーズ広島東」を開店。
  - 5月 - 山県郡北広島町の千代田店を「株式会社エムジー・カーズ千代田」として分離独立。
  - 12月 - 5代目社長として河野博明が就任
- 2005年 - 12月6代目社長として松田哲也（欣也の息子[3]）が就任。
- 2009年9月 - フォード広島の経営において、アンフィニ広島から保有株を買い取り完全子会社とする[4]。
- 2011年
  - 海外事業の一環として株式会社FCSワールド設立。大連市のシステム開発会社「FCS（大連）技術開発有限公司」に出資しグループ傘下とする（現：広松（大連）技術開発有限公司）。
  - 大阪府高槻市の中古車海外輸出会社「P.T.I.Co.ltd.」をM&Aで買収。
- 2013年
  - 11月 - 府中市の「マツダオートザム府中」がグループ会社となる[注釈 1]。
  - 12月 - 福屋が経営していたボルボ販売店「ボルボ・カーズ広島西」の事業を譲受。ボルボ販売を2店舗体制とする。
- 2015年
  - 7代目社長として濵中正行が就任。前社長の松田哲也は代表取締役会長となる。
  - ニュージーランド・オークランドに、中古車の輸入販売会社「MAHO（Mazda Honda Direct Imports)  Ltd.」を設立。
- 2016年9月
  - フォードの日本撤退に伴い、フォード広島の営業を終了（同年10月31日付けで会社解散）。
  - 原爆ドーム脇の大手町に所有していた自社ビル（旧：広島東京海上日動ビルディング）の大規模リノベーションを実施。観光施設とオフィスの複合ビル「おりづるタワー」としてリニューアルオープンする。
- 2017年
  - 2月 - 株式会社FCSワールドの社名を「株式会社ブローダ」に変更。モバイルAPP開発会社として再スタートする。
  - 3月 - ボルボ販売店のリニューアルの前準備として、ボルボ・カーズ広島西を閉店。出汐の広島東店と統合する。
  - 8月 - 旧フォード広島大州店をボルボの最新CI店舗としてリニューアル。ボルボ・カーズ広島東の移転店舗「ボルボ・カー広島大州」として新装開店する。
- 2018年2月 - ロータス・カーズの正規ディーラー権を取得[注釈 2]。旧ボルボ・カーズ広島東の店舗を「ロータス広島」として新装開店する。
- 2020年
  - 1月 - モデルエージェンシー「ジャパニーズビューティ株式会社」を設立。
  - 5月 - 特定技能在留資格を持つ外国人を対象とした人材紹介サービス会社「広島CONNECTION株式会社」を設立
  - 10月 - ベトナムでの整備士育成派遣事業を開始。運営会社として「株式会社ビー・エー・シー」を設立
- 2021年
  - 4月 - 沖縄県那覇市に、セルフチェックインホテル「タオルホテル那覇県庁南口」を開業
  - 9月 - 廿日市市宮島町にある老舗旅館「蔵宿いろは」の事業を引き継ぐ。
- 2022年
  - 1月 - 広島風お好み焼き店「みっちゃん総本店」の運営会社「株式会社ISE広島育ち」の全株式を取得。
  - 8月 - 広島マツダの不動産部門を東尾道商業開発に移管する。
  - 10月 - 東尾道商業開発をグループ統括会社とする持株会社制度に移行。
  - 12月 - ボルボ・カー広島大州の営業を終了。ボルボの新車・認定中古車の販売から撤退する。跡地は「広島大州ボルボサービスショップ」となり、アフターサービス業務は継続。
- 2023年
  - 4月 - ロータス広島の営業を終了。
  - 10月 - 東尾道商業開発の社名を「ヒロマツホールディングス株式会社」に変更。松田哲也はヒロマツホールディングスの代表取締役会長兼CEOとなる。
- 2024年
  - 10月 - おりづるタワーの経営を広島マツダから分離し、グループ会社「株式会社広島車両保管サービス」に移管。移管後、広島車両保管サービスの社名を「おりづるタワー株式会社」に変更[5][6]。

## 不祥事

### 障害者を揶揄した動画の拡散
広島マツダの従業員が「電動車椅子で障害者の真似をして遊ぶ」内容の動画を店内で撮影し、2023年4月下旬に動画アプリTikTokに投稿した。動画の内容は「MAZDA」のロゴが入った制服を着た男性が電動車椅子に乗り、障害者の真似をするようにやや唇と舌を突き出しながら頭を傾けて電動車椅子を操作し、それを見た撮影者が「もういっかい」と笑うもので、Twitter上で第3者が拡散し炎上。広島マツダは「ご覧になられた皆さまに不快な思いをさせてしまい、おわび申し上げる」と謝罪。従業員は障害者を揶揄（やゆ）するつもりはなかったと説明する一方、軽率な行動に対して厳重注意をした。ITジャーナリストの篠原修司は、声明文の中の「本動画を撮影しSNSに投稿した従業員、動画に映っている従業員、および撮影時に周囲にいた従業員に対して事実確認を行ったところ、決して障害者を揶揄するつもりはなかったと申しております」との釈明を掲載している事に対し、「障害者を揶揄するつもりはなかったのであれば、何をもって笑ったのか説明して欲しい」とし、「このような自分のしたことを認めない釈明をもとにされる“厳重注意”と、そんな釈明を謝罪文に掲載してしまう広島マツダの“再発防止に向けた取り組み”は全くもって信頼できないと言えます。」とした。